# Dominique Margot
Dominique Margot (* 1961 in Zürich) ist eine Schweizer Filmregisseurin, Drehbuchautorin und Kamerafrau.

## Leben
Margot wuchs in Zürich-Schwamendingen auf, sie lernte Fotografie in Zürich und arbeitete anschliessend als Fotografin in Paris. Als Mitglied des französischen Punkrock-Zirkus Archaos tourte sie drei Jahre durch Europa. Im Jahr 1993 erwarb sie an der Schule für bildende Künste Les Gobelins in Paris einen Abschluss in Videotechnik, und von 1994 bis 1999 studierte sie Filmregie und Kamera an der Schule für Gestaltung in Zürich (heute: Zürcher Hochschule der Künste/ZHdK).
Zu Margots filmischem Schaffen zählen sowohl Dokumentarfilme, wie Toumast – Gitarren und Kalaschnikows (2010) – als auch das filmische Essay über ihre an Depression erkrankte Mutter – Looking Like My Mother (2016). Beide Filme wurden am Filmfestival Visions du Réel in Nyon gezeigt und mehrfach ausgezeichnet. Mit Bergfahrt realisierte Margot einen Film über die Alpen und die Menschen, die mit ihnen interagieren. An den 59. Solothurner Filmtagen 2024 feierte der für den Prix du Public nominierte Film seine Premiere. Beim Schweizer Filmpreis 2024 war Bergfahrt in der Kategorie Bester Ton nominiert.
Der Kurzfilm Zoom sur le cirque, in dem Margot die Auswirkungen der Corona-Krise auf die Zirkuswelt beleuchtete, wurde 2021 bei den Internationalen Kurzfilmtagen Oberhausen prämiert.
Beim transmedialen Projekt Intopolitics, das auf spielerische Weise junge Menschen zur politischen Mitwirkung ermutigt, kombinierte Margot ihre Erfahrung aus Theater und Film und gastierte mit der Produktion Politik im Schiffskoffer am Blickfelder-Festival in Zürich.
Margot ist Mitglied des Verbands Filmregie und Drehbuch Schweiz (ARF/FDS).

## Filmografie (Auswahl)
- 1998: La longueur et la largeur du ciel. Dokumentation, 25 Minuten, Regie, Drehbuch, Kamera[12]
- 2010: Toumast – Gitarren und Kalaschnikovs. Dokumentation, 88 Minuten, Regie und Drehbuch[13][14]
- 2016: Looking Like My Mother. Dokufiktion, 78 Minuten, Regie, Drehbuch, Kamera[15][16]
- 2020: Zoom sur le cirque. Dokumentation, 14 Minuten, Regie und Drehbuch[6]
- 2024: Bergfahrt. Dokumentation, 97 Minuten, Regie und Drehbuch[17][18]

## Auszeichnungen  (Auswahl)
- 2010: TV5 Monde Publikumspreis für Toumast bei den Französischen Filmtagen Tübingen-Stuttgart[13]
- 2016: Preis der Ökumenischen Jury für Looking Like My Mother  beim Filmfestival Visions du Réel in Nyon[15]
- 2024: Nominierung von Bergfahrt für den Prix du Public an den 59. Solothurner Filmtagen[19][20]
- 2024: Nominierung von Bergfahrt in der Kategorie Bester Ton (Jacques Kieffer, Gina Keller) für den Schweizer Filmpreis[21]